# The Society for Information Display
The Society for Information Display（ザ・ソサエティー・フォー・インフォメーション・ディスプレイ）は、1962年に設立された、世界最大の電子ディスプレイ装置に関する学会である。略称はSID（エス・アイ・ディー、海外ではシドと略して呼ばれること多い）。日本国内では略称のほか、「国際情報ディスプレイ学会」、「アメリカ情報ディスプレイ学会」などと呼ばれている。

## 沿革
1960年代初頭、IRE（無線学会。翌年アメリカ電気学会と合併してIEEEを設立）が電子ディスプレイを専門とするセクションを設置しないという判断を行った。これが契機となり、IREに所属していた有志が独立した電子ディスプレイの学会Society for Information Displayを設立。1962年9月29日に最初のミーティングをUCLA Boelter Hallにて開催した。
このような経緯がある事から、SIDとIEEEはほぼ同じ時期（SIDが4か月早い）に同じ母体組織メンバーから設立された、いわば兄弟的な存在であるといえる。
ブラウン管テレビ、プラズマ、液晶、有機ELと様々なディスプレイ技術の出現と市場の急速な拡大に乗って成長。学会のみならず展示会でもスケールを拡大。会員数は約5000-6000人、年1回開かれるSID Display Weekは7000人の集客をみせるディスプレイ業界最大級の学会・展示会となっている。
2012年には50周年を記念して式典が行われ、最初のミーティングが行われたUCLA Boelter Hall room 3400室に50周年記念盾や数々の歴史的ディスプレイ製品・プロトタイプを陳列する記念博物館が設置された。

## 運営
本部はカリフォルニア州キャンベル。
5人の役員及び多数のボランティアからなる委員会活動によって運営を行っている。
- President: Takatoshi Tsujimura
- President-Elect: Achin Bhowmik
- Treasurer: John Kymissis
- Secretary: Frank (Qun) Yan
- Past President: Helge Seetzen

## SID Display Week
年1回。基本的にアメリカで1週間（5月-6月）にわたって行われる学会及び展示会。参加者は毎年7000人程度。次のような内容で構成される。

### 技術関係
- シンポジウム: 通常火曜の基調講演から始まり、金曜まで行われる。ディスプレイ分野毎の全世界からの研究・開発発表が行われる。
- Special Topic: その年の流行になっている分野に注力した発表が行われる。
- セミナー: 注目の技術について専門の講師が解説を行う。通常月曜に行われる。
- ショートコース: 基礎を学ぶためのチュートリアルコース。通常日曜に行われる。

### ビジネス・異分野交流関係
- 展示会: ディスプレイ、部材、材料、計測器、装置等、幅広い分野のブースが全世界から出展される。
- Business Conference: 各事業分野における見通し、トレンドについて議論される。
- Investor Conference: ビジネスの中でも特に投資効果の観点に絞った議論が行われる。
- Market Focus Conference: 流行りの分野についてそれぞれ市場のトレンドが議論される。
- I-Zone: ベンチャーや大学等における新技術の種など、まだ自力でブースを持つだけの規模は無いものの発展が期待できる団体に対してSIDが発表の場を提供して、展示会で実演を行うもの。
- Special Event: 異業種交流の場としてSID Display Week参加者に交流の機会を設けるもの。

## SID関連学会
- SID Display Week: 既述
- International Display Workshop (IDW): 日本最大のディスプレイ学会。SIDと映像メディア学会(ITE)の共催。毎年12月に開催される。
- International Meeting on Information Display (IMID): 韓国最大のディスプレイ学会。SID、The Korean Information Display Society (KIDS)、The Korea Display Industry Association (KDIA)の共催。
- International Display Manufacturing Conference (IDMC): 台湾最大のディスプレイ学会。
- International Conference on Display Technology (ICDT: 2017年より開始された中国最大のディスプレイ学会。
- Eurodisplay: ヨーロッパ最大のディスプレイ学会。

## リージョン・支部
SIDはSID日本支部を含め、全世界に30以上の支部を持っている。地域活動の活性化と本部報告の効率化のため、SIDは2016年にBylawsを変更。次の7つのリージョンにそれぞれの支部が割り振られ、リージョンごとに運営されている。
- Bay Area
- Pacific and South Americas
- East Americas
- Europe
- Japan
- Cross Straits
- Rest of Asia

日本支部はJapan Regionに単独で属している。

## 発行している出版物
- 論文誌: Journal of the Society for Information Display
- 予稿集: SID International Symposium Digest of Technical Papers
- 雑誌: Information Display Magazine
- 教科書: SID-Wiley Series in Display Technologyとして次の教科書を発行している。
  - 液晶
    - Fundamentals of Liquid Crystal Devices, by Deng-Ke Yang and Shin-Tson Wu
    - Liquid Crystal Displays, Addressing Schemes and Electro-Optical Effects, by ErnstLueder
    - Liquid Crystal Displays: Fundamental Physics and Technology by Robert Chen
    - Photoalignment of Liquid Crystalline Materials, Physics and Applications, by VladimirChigrinov, Vladimir Kozenkov, & Hoi-Sing Kwok
    - Reflective Liquid Crystal Displays, by Shin-Tson Wu, Deng-Ke Yang

  - 有機EL
    - OLED Display Fundamentals and Applications by Takatoshi Tsujimura

  - フレキシブルディスプレイ
    - Flexible Flat Panel Displays, edited by Gregory Crawford

  - マイクロディスプレイ
    - Introduction to Microdisplays, by David Armitage, Ian Underwood, and Shin-Tson Wu

  - プロジェクター
    - Polarization Engineering for LCD Projection, by Michael Robinson, Jianmin Chen, and Gary Sharp
    - Projection Displays, by Edward Stupp & Matthew Brennesholtz

  - 3Dディスプレイ
    - 3D Displays, by Ernst Lueder

  - 画像・カラーサイエンス
    - Colour Engineering: Achieving Device Independent Colour, Edited by Phil Green and Lindsay MacDonald
    - Digital Image Display, Algorithms and Implementation, by Gheorghe Berbecel
    - Illumination,Color, and Imaging, by Tran Quoc Khanh & Peter Bodrogi

  - ディスプレイシステム・インターフェース
    - Display Interfaces: Fundamentals and Standards, by Robert Myers
    - Display Systems: Design and Applications, edited by Lindsay MacDonald and Anthony Lowe
    - LCD Backlights edited by Shunsuke Kobayashi, Shigeo Mikoshiba, Sunkyoo Lim

  - ディスプレイ規格
    - Information Display Measurements Standard, Editor Ed Kelley

## 賞

### 個人賞（Individual Honors and Awards）
個人に対して贈られる賞は、以下の9つである。
- David Sarnoff Industrial Achievement Prize: ディスプレイ業界に多大な（ビジネス等）非技術貢献をした人に与えられる賞
- Peter Brody Prize: アクティブマトリクス駆動に関して多大な貢献をした若手に与えられる賞
- Karl Ferdinand Braun Prize: ディスプレイ分野において多大な技術貢献を行った人に与えられる賞
- Jan Rajchman Prize: ディスプレイ研究分野において多大な科学もしくは技術貢献を行った人に与えられる賞
- Otto Schade Prize: ディスプレイの機能や画像の改善に著しい貢献をもたらした人に与えられる賞
- Slottow-Owaki Prize: ディスプレイ分野における教育・トレーニングに顕著な貢献があった人に贈られる賞
- Lewis and Beatrice Winner Award: SIDに多大な献身的な貢献があった人に与えられる賞
- Special Recognition Award: ディスプレイ分野において技術的・科学的に顕著な貢献があった人に贈られる賞

### 製品・アプリケーション賞（Display Industry Awards）
年間を通して優秀な製品・アプリケーションに対して贈られる賞は、以下の3つである。
- Display of the Year Award: その年にもっとも大きな技術的進歩があったもしくは特筆すべき特徴があったディスプレイ製品に贈られる賞。
  - 2018 Award Winners
    - Apple iPad Pro Display
    - Sharp 70-inch 8K LCD TV

  - 2017 Award Winners
    - LG Display’s 65-in. Wallpaper OLED TV
    - Samsung Display’s Quad-bended Flexible AMOLED Display

  - 2016 Award Winners
    - Apple iPad Pro 12.9-in. Display with Variable Refresh Rate
    - Japan Display Inc. 17.3-in. 8K x 4K LTPS TFT-LCD module
- Display Application of the Year Award: 市場に対し最も顕著なインパクトを与えたディスプレイを使った新製品に与えられる賞
  - 2018 Award Winners
    - Apple iPhone X
    - LG Display UHD Crystal Sound OLED

  - 2017 Award Winners
    - Apple’s MacBook Pro with Touch Bar
    - Sony’s PlayStation VR

  - 2016 Award Winners
    - Apple Watch with Retina Plastic OLED
    - Microsoft Surface Book Laptop Computer
- Display Component of the Year Award: ディスプレイの性能をもっとも工場させた部品・材料に贈られる賞
  - 2018 Award Winners
    - Continental Automotive 3D Touch Surface
    - Kolon Industries Colorless Polyimide (CPI)
    - Synaptics Optical In-Display Fingerprint Sensor

  - 2017 Award Winners
    - Luminit’s Transparent Holographic Component for Motorcycle Head-up Display
    - Nanosys’s Hyperion Quantum Dots

  - 2016 Award Winners
    - Corning Iris Glass Light-Guide Plate
    - Asahi Glass Company XCV Glass Substrate for a Light-Guide Plate
    - Nitto Denko Ultra-Thin Polarizer

### Display Week展示会において授与される賞

#### I-Zone Awards
スタートアップや新技術の展示が行われるI-Zoneにおいて次の賞が贈られる。
- Best Prototype Winner
- I-Zone Honorees

#### Best in Show Awards
Display Week展示会展示の中で、もっとも優れていると認められた新製品・新技術に贈られる。

## 会員資格

### 個人会員

#### 個人会員の種類
個人会員は次のような種類がある。
- Full membership:1年($100)、2年($190)、3年($270)の3種類の会費納入形態がある。
- Student membership:学生のために $5/年と格安の会員資格を設定したもの。
- Life membership:SID会員を長い間持続し、引退したメンバーが対象。
- Permanent membership: $1500で生涯会員となれるもの。
- Unemployed members: 失職した方のために1年だけ会費を$25/年に減額するもの。更新不可能。

#### SID会員の恩恵
SID会員になることで、様々な恩恵を受ける事ができる。
- 出版物
  - SIDの過去の出版物へのアクセス、現在・過去の学会ダイジェストに収録されている論文の検索・取得がオンライン上で可能
  - Journal of SID収録論文の検索・取得が可能
  - Information Display Magazineの無料購読
  - SID-Wileyシリーズ教科書の割引
- 学会・報告会・セミナー・Webinar
  - SID関係各学会参加割引
  - 支部単位で開かれる活動への参加割引（以下日本支部のケース。いずれも基本日本語で開催）
    - 学会報告会　SID Display Week報告会等、学会報告の要点を解説。
    - サマーセミナー　ディスプレイの基本、最新技術の解説
    - IDWチュートリアル　IDWに有意義に参加するために、基本となる技術、背景について解説
    - ディスプレイトレーニングスクール　ディスプレイ技術についての講義。
- Award
  - 数々のAwardへの機会（Award取得に継続的な会員資格の維持が必要になるものあり）
  - 特別な会員資格への機会(Senior Member, Fellow Member。いずれも継続的な会員資格の維持が必要)

### 法人会員
次の3段階の法人会員があり、それぞれ決められた人数の無料SID会員資格、展示会ブースの割引、Information Display Magazineへの広告掲載が特典として与えられる。
- Gold Corporate Member
- Silver Corporate Member
- Corporate Member

### 特別な会員称号
ディスプレイ業界に顕著な貢献があった個人に対して、2種類の特別な会員称号が審査の結果与えられる場合がある。

#### SID Fellow
SID Fellowはディスプレイ業界中に知れ渡るような類まれな革新的貢献を行った個人をHonors and Awards委員会が推薦し、SID Board of Directorsが決定し授与するもの。⇒過去の受賞者

#### Senior Member
Senior Memberはディスプレイの進歩に顕著な貢献を行い、かつSID活動に積極的な参加をおこなっている者に与えられる。